# Duchowo
Duchowo (deutsch Duchawe, 1936–1945 Weinberge) ist ein Dorf in der Stadt- und Landgemeinde Milicz im Powiat Milicki der Woiwodschaft Niederschlesien in Polen.

## Geschichte

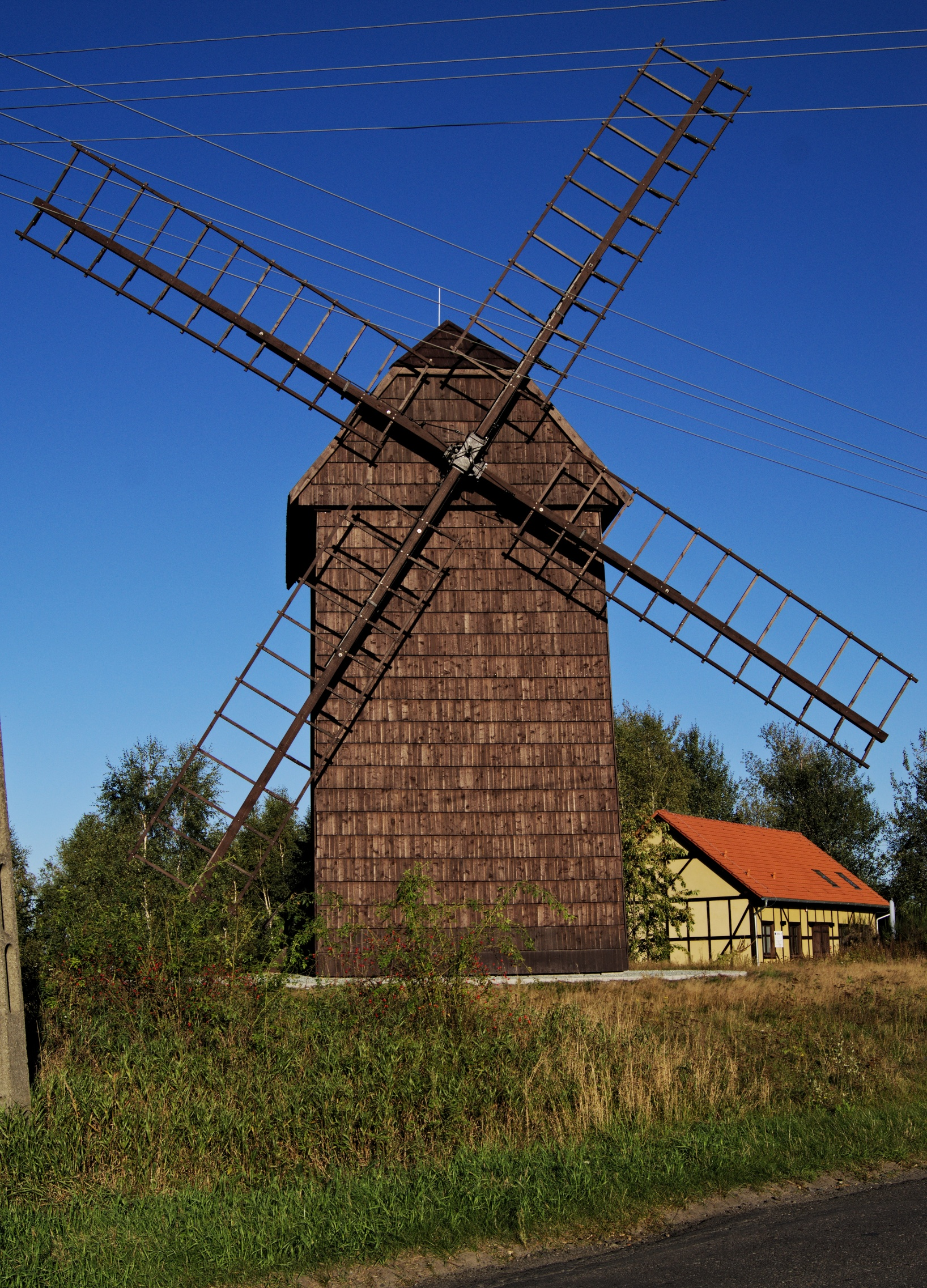
Die Windmühle

1910 hatte der Ort 227 Einwohner; 1939 waren es 272.

## Sehenswürdigkeiten
Die Windmühle (polnisch Wiatrak) aus dem Jahr 1671 ist eine hölzerne Bockwindmühle mit vier Flügeln.